# تيفاني توث
تيفاني نيكول توث (بالإنجليزية: Tiffany Toth)‏ (من مواليد 28 مارس 1986 في أنهايم هيلز، كاليفورنيا، الولايات المتحدة) عارضة أمريكية من أصل مجري وفرنسي وإيرلندي. ظهرت في مجلة بلاي بوي بلاي مينت لشهر سبتمبر 2011. حصلت أيضًا على عدد كبير من وسائل التواصل الاجتماعي عبر الإنترنت، حيث جمع حسابها على إنستغرام أكثر من 1.1 مليون متابع.
ظهرت هي و كندرا ويلكنسون زميلين في مجلة هيو هيفنر بلاي بوي. بعدها ظهرت في العديد من المجلات، بما في ذلك مجلة مكسيم ومجلة الرجل الحديدي ومجلة سفين . في عام 2012 ظهرت في برنامج ناشيونال جيوغرافيك الكلب الهامس مع سيزار ميلان.

## روابط خارجية
- تيفاني توث في قاعدة بيانات الأفلام على الإنترنت